# Syllepte occlusalis
Syllepte occlusalis là một loài bướm đêm trong họ Crambidae.